# Bochold
Bochold (auf Borbecker Platt Baukholt genannt) ist ein nordwestlicher Stadtteil der Stadt Essen und der bevölkerungsreichste im Stadtbezirk Borbeck.

## Geschichte

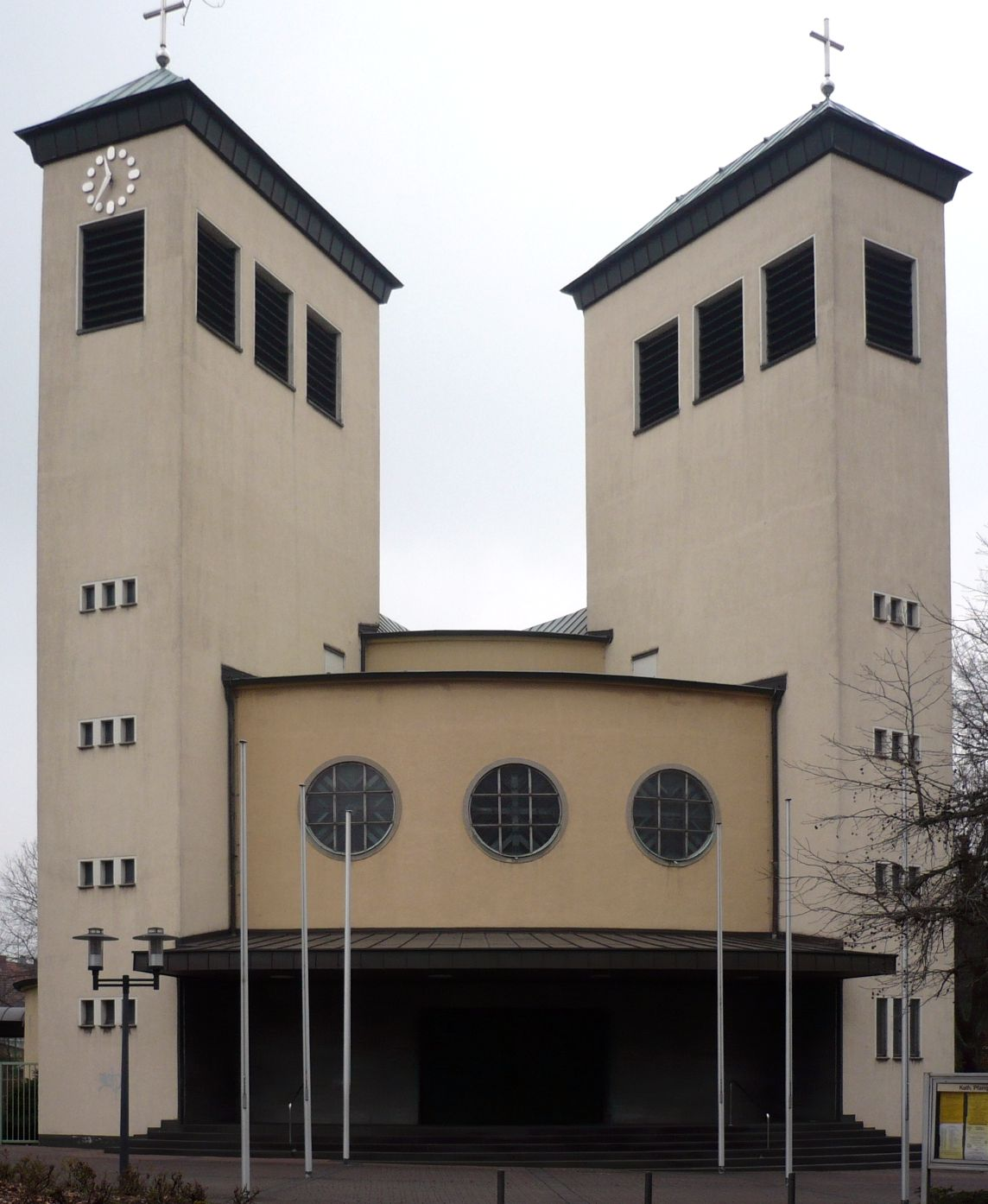
St.-Fronleichnams-Kirche, Einweihung Ende 1932 durch Weihbischof Joseph Hammels, 1943 erhebliche Kriegsschäden, bis 1962 schrittweise wiederaufgebaut, 1992 verändert, denkmalgeschützt seit 1995

Die ehemalige Bauerschaft Bochold gehörte zur Bürgermeisterei Borbeck und wurde mit ihr im Jahre 1915 zur Stadt Essen eingemeindet. Heute ist das bis vor der Industrialisierung im 19. Jahrhundert aus Gehöften bestehende Bochold der am dichtesten besiedelte Stadtteil im Stadtbezirk. Die Besiedelung begann mit der Anlage von Zechen. Die erste war die 1841 gegründete Zeche Carolus Magnus. Sechs Jahre später eröffneten die Phönixhütte, mit dem ersten funktionstüchtigen Koks-Hochofen im Ruhrgebiet, und die Zinkhütte am Bahnhof Essen-Bergeborbeck, der trotz seines Namens auf Bocholder Gebiet liegt. 1850 wurde der Schacht Wolfsbank 2 der Zeche Wolfsbank abgeteuft. Durch die Einwanderung arbeitssuchender Menschen änderte sich die Bevölkerungsstruktur der zuvor katholischen Region. Durch den Anstieg der Protestanten eröffnete 1845 am Fliegenbusch die erste evangelische Schule, in der 1853 der erste evangelische Gottesdienst stattfand. Am 26. Oktober 1864 konnte mit der Matthäuskirche (auf Borbecker Gebiet) die erste evangelische Kirche der Bürgermeisterei Borbeck eingeweiht werden. Das Haus Berge, heute ein Geriatrie-Zentrum, war einst ein Rittersitz der Herren op dem Berge. Nach mehrfachem Wechsel der Besitzer ging es 1867 an die Barmherzigen Schwestern von der hl. Elisabeth über, welche im Landkreis das erste Krankenhaus errichten ließen. 1894 entstand an der Legrandalle (damals Kaiserallee) eine heute denkmalgeschützte, zweigeschossige Villa des Kommunal-Baumeisters Heinrich Wilhelm Voßkühler (* 1852 in Mülheim an der Ruhr, † 1914 in Essen-Borbeck). Voßkühler plante vergeblich der willkürlichen Anlage von Gewerbe-, Wohn- und Verkehrseinrichtungen im Bezirk eine Struktur zu geben. Gegen Intrigen, die ihn beruflich und privat stark beeinträchtigten, setzte er sich durch die Öffentlichmachung der Fehlentwicklungen zur Wehr. Die dadurch angelegten Akten geben nun wertvolle Hinweise auf die Entwicklungsgeschichte des gesamten Ruhrgebietes. Mit dem allgemeinen Zechensterben in den 1960er-Jahren hatte auch Bochold zu kämpfen. Die Zeche Carolus Magnus wurde 1962, und die Zeche Wolfsbank an Silvester 1963 stillgelegt. Die Schließung der Kokerei folgte 1966.
Die Salesianer Don Boscos setzten sich seit 1921 in Bochold für Jugendliche ein, weshalb Theodor Hartz, der damalige Leiter des St. Johannes-Stiftes, zur Zeit des Nationalsozialismus verfolgt und ins Konzentrationslager Dachau gebracht wurde. Dort starb er am 23. August 1942, woran ein Gedenkstein an der in Borbeck befindlichen St. Johannes Bosco-Kirche erinnert. 1966 entstand dort dann das Don-Bosco-Gymnasium und 1974 der Don-Bosco-Club.

### Wappen

Wappen von Bochold

Blasonierung: Auf silbernem (weißem) Grund ein dreiarmiger roter Göpel mit Astgabelkreuzenden bewinkelt von grünen Buchenblättern.
Bedeutung: Die alten Namen Bocholds sind „Bocholta“, „Bucholte“ und „Boicholte“; sie bedeuten Buchenholz. Bochold ist demnach eine Siedlung, die nach einer Rodung von Buchenwald entstanden ist. Der Göpel ist eine mechanische Vorrichtung zur Erzeugung einer Antriebskraft. Früher drehten Pferde mittels sternförmig angeordneter Holzbalken eine Achse. Göpel wurden auch zur Förderung von Kohle eingesetzt.

## Charakter
Da Bochold über keinen eigenen Ortskern verfügt, wird es als eigener Stadtteil selbst von der Essener Bevölkerung kaum wahrgenommen. Dazu trägt auch die schwierige Abgrenzung bei, da die Bebauung nahtlos in die benachbarten Stadtteile übergeht. Die Bocholder Straße, die Hauptverkehrsader des Stadtteiles, bietet einige Geschäfte für Dinge des täglichen Bedarfs. Neben einigen Wohn-Hochhäusern liegen in Bochold auch gepflegte Villen und neuere Siedlungen mit Grünanlagen und Spielplätzen. Viele Bocholder identifizieren sich mit den im Stadtteil aktiven Kirchengemeinden bzw. den Kindergärten, Schulen, Jugend-, Gesangs- und Musikvereinen oder fühlen sich als Borbecker.
Durch klein- und mittelständische Betriebe wird die Wirtschaft des Stadtteiles bestimmt. Die meisten dieser Gewerbebetriebe haben sich auf alten Zechengeländen, wie dem der ehemaligen Zeche Wolfsbank, dem heutigen Gewerbegebiet Wolfsbankring, niedergelassen. Zwei weitere Gewerbegebiete sind im Westen das Gebiet Carolus Magnus und im Osten das Gebiet zwischen Bottroper- und Zollstraße.
In Bochold liegt das Geriatriezentrum Haus Berge, die geriatrische Klinik des Elisabeth-Krankenhauses in Essen-Huttrop. Es gilt als Vorreiter stationärer, teilstationärer und auch ambulanter Altersmedizin. Neben der Akutklinik gehört zum Geriatriezentrum das 2005 entstandene Seniorenstift Haus Berge und 51 behinderten- und seniorengerechte Altenwohnungen für Betreutes Wohnen.
An der Hafenstraße befindet sich eine der größten Tennisanlagen in Europa mit 14 Hallenplätzen (10 Teppich, 4 Flexi Pave) sowie 12 Ascheplätzen.
Mit dem Bahnhof Essen-Bergeborbeck ist Bochold an die Bahnstrecke Duisburg–Dortmund angebunden. Er war der erste Bahnhof auf dem heutigen Essener Stadtgebiet und existiert seit 1846. Heute verkehren dort die Regionalbahnen 32 und 35.
Des Weiteren verkehren in Bochold die Buslinien 140 und 196 sowie die Tramlinien 101 und 106 der Ruhrbahn.

### Lage
Bochold grenzt an die Stadtteile Schönebeck, Borbeck-Mitte, Bergeborbeck, Vogelheim, Altenessen, Nordviertel sowie Altendorf und verläuft entlang der Bocholder Straße und der Haus-Berge-Straße. Die genauen Grenzen bilden die Johannes-Brokamp-, die Carl-Kruft-, die Flandern-, die Zink-, die Carolus-Magnus-, die Bottroper-, die Hövel-, die Bottroper-, die Helenen-, die Zoll-, die Dorstener Straße, die Hagenbecker Bahn, der Borbecker Mühlenbach, die Altendorfer-, die Bocholder-, die Kettelerstraße, der Matthäusfriedhof, der Marreweg, die Wall-, die Wüstenhöfer-, die Veleda-, die Borbecker-, die Otto-Brenner-Straße und die Marktstraße.

### Bildung
Bochold verfügt unter anderem über mehrere kirchlich-städtische Kindergärten und Schulen, darunter das von den Salensianern damals als Jungengymnasium eröffnete, katholische Don-Bosco-Gymnasium. Weitere weiterführende Schulen sind die Hauptschule Bochold an der Jahnstraße und seit 1997 der Abzweig des Gymnasiums Borbeck ausschließlich für die Erprobungsstufenklassen 5 und 6.

### Bevölkerung
Am 31. März 2025 lebten 18.252 Einwohner in Bochold.
Strukturdaten der Bevölkerung in Bochold (Stand: 31. März 2025):
- Bevölkerungsanteil der unter 18-Jährigen: 20,1 % (Essener Durchschnitt: 16,9 %)[4]
- Bevölkerungsanteil der mindestens 65-Jährigen: 20,5 % (Essener Durchschnitt: 21,7 %)[5]
- Ausländeranteil: 26,5 % (Essener Durchschnitt: 20,6 %)[6]

### Gewässer
Bochold wird von Südwesten nach Nordosten vom Borbecker Mühlenbach durchflossen. Etwa einen Kilometer bildet der Bachlauf die Grenze zum Stadtteil Altendorf. Rechter Nebenfluss ist der Sälzerbach, der nahe der Stadtteilgrenze in Bochold in den Borbecker Mühlenbach mündet.